# Верона (аеропорт)
Аеропорт Верони (італ. Aeroporto di Verona-Villafranca, (IATA: VRN, ICAO: LIPX)), також відомий як Міжнародний аеропорт Валеріо Катулло Віллафранка або Аеропорт Верона-Віллафранка  — аеропорт спільного базування, що обслуговує італійські провінції Брешія, Мантуя, Ровіго, Віченца, Тренто, Больцано і Верона. Розташовано за 10 км SW від Верони.
Аеропорт є хабом для:
- Neos
- Volotea

## Термінали
Аеропорт Верони складається з двох терміналів: 
- Термінал 1. Обслуговує рейси, що вилітають з Верони.
- Термінал 2. Призначений для приймання рейсів.

## Авіалінії та напрямки
| Авіакомпанія           | Пункт призначення |
| ---------------------- | --- |
| Aer Lingus             | Дублін |
| Aeroflot               | Москва-Шереметьєво |
| airBaltic              | Сезонний: Рига |
| Air Dolomiti           | Франкфурт, Мюнхен |
| Air Italy              | Сезонний: Ольбія |
| Air Moldova            | Кишинів |
| AlbaStar               | Сезонний чартер: Кротоне, Фуертевентура |
| Alitalia               | Рим-Ф'юмічіно Сезонний: Катанія, Ібіца |
| Austrian Airlines      | Сезонний чартер: Стокгольм-Арланда |
| Blue Panorama Airlines | Момбаса, Ла-Романа, Тирана Сезонний: Лампедуза |
| Blue Air               | Сезонний: Яси (з 16 червня 2020) |
| Bluebird Airways       | Сезонний: Тель-Авів (з 1 липня 2020) |
| British Airways        | Лондон-Гатвік Сезонний чартер: Глазго |
| Danish Air Transport   | Сезонний чартер: Оденсе |
| easyJet                | Амстердам, Единбург, Лондон-Гатвік, Лондон-Лутон (з 30 березня 2020),, Манчестер |
| El Al                  | Тель-Авів |
| Enter Air              | Сезонний чартер: Катовиці, Познань, Варшава-Шопен |
| Eurowings              | Сезонний: Кельн/Бонн, Дюссельдорф (з 31 березня 2020) |
| Finnair                | Сезонний: Гельсінкі |
| Flybe                  | Сезонний: Саутгемптон |
| FlyOne                 | Кишинів |
| Iberia Regional        | Сезонний: Мадрид |
| Jet2.com               | Сезонний: Белфаст, Бірмінгем, Східний Мідландс, Единбург, Лідс/Бредфорд, Лондон-Станстед, Манчестер |
| Neos                   | Боа-Вішта, Фуертевентура, Гран-Канарія, Марса-Алам, Сал, Шарм-ель-Шейх, Тенеріфе-Південний Сезонний: Бріндізі, Кальярі, Канкун, Катанія, Дублін, Іракліон, Ібіца, Карпатос, Кавала (з 8 червня 2020),, Кос, Ла-Романа, Ламеція-Терме, Луксор (з 12 березня 2020),, Мале, Мерса-Матрух, Менорка, Момбаса, Монтего-Бей, Міконос, Нусі-Бе, Ольбія, Пальма-де-Мальорка, Родос, Салала, Самос, Санторіні, Скіатос, Тель-Авів, Салоніки, Занзібар |
| Norwegian Air Shuttle  | Сезонний: Осло-Гардермуен Сезонний чартер: Лондон-Гатвік |
| Nouvelair              | Сезонний: Монастір |
| Red Wings Airlines     | Сезонний чартер: Москва-Домодєдово |
| Ryanair                | Бірмінгем, Бріндізі, Кальярі, Дублін (з 2 квітня 2020),, Лондон-Станстед, Палермо |
| S7 Airlines            | Москва-Домодєдово Сезонний: Ст Петербург |
| SmartWings             | Сезонний чартер: Варшава-Шопен |
| Thomas Cook Airlines   | Сезонний чартер: Манчестер |
| Transavia              | Сезонний: Амстердам, Брюссель (з 2 квітня 2020) |
| TUI Airways            | Сезонний: Бірмінгем, Бристоль, Глазго, Лондон-Гатвік, Манчестер, Ньюкасл Сезонний чартер: Дублін |
| Tunisair               | Сезонний: Джерба, Монастір |
| Ural Airlines          | Сезонний: Краснодар |
| Volotea                | Барі, Кальярі, Катанія, Неаполь, Ольбія, Палермо Сезонний: Альгеро, Афіни, Корк, Фару, Іракліон, Ібіца, Ламеція-Терме, Лампедуза, Мальта, Мінорка, Міконос, Пальма-де-Мальорка, Пантеллерія, Превеза (з 8 липня 2020),, Санторіні, Скіатос (з 7 липня 2020),, Закінф |
| Vueling                | Сезонний: Барселона |
| Wizz Air               | Кишинів, Яси (з 3 серпня 2020), Краків (з 2 серпня 2020) Тирана (з 1 травня 2020) Сезонний: Варшава-Шопен |

## Статистика
| Рік  | Пасажирообіг |
| ---- | ------------ |
| 2004 | 2 612 459    |
| 2005 | 2 581 420    |
| 2006 | 2 961 377    |
| 2007 | 3 465 369    |
| 2008 | 3 366 766    |
| 2009 | 3 007 615    |
| 2010 | 2 983 483    |
| 2011 | 3 385 794    |
| 2012 | 3 152 081    |
| 2013 | 2 685 702    |
| 2014 | 2 755 171    |
| 2015 | 2 570 468    |
| 2016 | 2 807 811    |
| 2017 | 3 099 142    |

## Транспорт

### Автобус
Експрес Aerobus, прямує до центрального залізничного вокзалу міста Верона, коштує 6 EUR, інтервал руху — 20 хвилин з 5:35, 6:30, 6:50 і 7:10, до 20:30, далі що 40 хвилин до 23:10.